# Хосе Сасія
Хосе Сасія (ісп. José Sacía, 27 грудня 1933, Трейнта-і-Трес — 30 серпня 1996) — уругвайський футболіст, що грав на позиції нападника. По завершенні ігрової кар'єри — тренер. Виступав, зокрема, за клуби «Дефенсор Спортінг» та «Пеньяроль», а також національну збірну Уругваю.
Володар Міжконтинентального кубка. У складі збірної — володар Кубка Америки.

## Клубна кар'єра
На дитячому рівні виступав за столичні клуби «Айрес-Пурос», «Олімпія» та «Іпіріранга». У 1949 році 15-річний хосе приєднався до молодіжної команди «Дефенсор Спортінг». Того ж року дебютував у місцевій «Куарті», разом з якою став чемпіоном. У 16-річному віці дебютував у футболці у першій команді «Дефенсор Спортінг» у поєдинку проти «Рампла Хуніорс». Однак згодом, за словами самого Сасії через низку травм, залишився без ігрової практики. З 1954 по 1959 рік виступав за «Дефенсор» у Прімера Дивізіоні.
У 1960 році переїхав до Буенос-Айреса. В Аргентині захищав кольори «Бока Хуніорс», у футболці якого зіграв 13 матчів та відзначився 3-ма голами.
З 1961 по 1965 рік виступав на батьківщини в «Пеньяролі», яким у вище вказаний період керували Роберто Скароне, Бела Гуттманн та Роке Масполі. У 1961, 1962 і 1964 роках у складі «Орінегрос» тричі вигравав чемпіонат Уругваю. У 1961 році «Пеньяроль» також виграв Кубок американських чемпіонів. Хосе зіграв в обох фінальних матчах, а також відзначився єдиним за уругвайський клуб голом у нічийному (1:1) матчі-відповіді проти «Палмейраса». Того ж року допоміг виграти клубний чемпіонат світу, виходив зокрема в поєдинку проти лісабонської «Бенфіки». Хосе не лише реалізував пенальті у матчі-відповіді, але й відзначився двома голами (2:1) у переможному для уругвайців поєдинку плей-оф проти «Бенфіки». Наступного року «Пеньяроль» знову грав у фіналу кубку Лібертадорес, але цього разу поступився «Сантусу». Сасія знову зіграв у всих трьох фінальних матчах. У 1965 році у складі «Орінегрос» знову зіграв у всих трьох фінальних матчах кубку Лібертадорес. Цього разу «Пеньяроль» поступився аргентинському «Індепендьєнте». 
У 1965 році повернувся до Аргентини, де захищав кольори клубу «Росаріо Сентраль». З 1966 по 1967 рік він повернувся до «Дефенсор Спортінга», а потім у 1968 році перебрався в «Насьйональ». У 1969 році перейшов у «Расінг» (Монтевідео), а 1970 року повернувся в «Дефенсор Спортінг», який тренував Алехандро Моралес. У плей-оф за право збереження місця в еліті уругвайського футболу допоміг партнерам по команді уникнути пониження в класі.

## Виступи за збірну
1956 року дебютував у складі національної збірної Уругваю.
У складі збірної був учасником Чемпіонату Південної Америки 1957 року у Перу, на якому команда здобула бронзові нагороди, Чемпіонату Південної Америки 1959 року в Еквадорі, здобувши того року титул континентального чемпіона, Чемпіонату Південної Америки 1959 року в Аргентині, чемпіонату світу 1962 року у Чилі (зіграв у всих трьох матчах групового етапу, відзначився 2-ма голами), чемпіонату світу 1966 року в Англії. На останньому з вище вказаних турнірів зіграв у поєдинках групового етапу проти Мексики та Франції, а уругвайці поступилися в 1/4 фіналу збірній Німеччини.
Загалом протягом кар'єри у національній команді, яка тривала 11 років, провів у її формі 42 матчі, забивши 12 голів. За іншимиданими зіграв 44 матчі

## Кар'єра тренера
Розпочав тренерську кар'єру 1971 року, очоливши тренерський штаб клубу «Рампла Хуніорс». Наступного року тренував «Расінг» (Монтевідео). Після цього протягом трьох років тренував венесуельський клуб «Депортіво Галісія». Наступним місцем роботи Сасії став уругвайський «Серро», який він тренував 1976 року. У тренерському штабі клубу також працювали Алехандро Гарай, а Рубен Піко Умпіррес був одним з його підопічних. Приблизно в середині року перейшов до еквадорського «Аукас», але пропрацював там недовго. У 1976 році очолив «Ліверпуль» (Монтевідео). У тому ж році він також тренував венесуельський клуб «Естудьянтес де Меріда», який вперше в історії клубу пройшла кваліфікацію до кубку Лібертадорес. Однак ці дані суперечать іншій інформції, оскільки повідомляється, що він працював у «Ліверпулі» до 1977 року.
У сезоні 1979/80 років працював головним тренером у грецькому клубі «Аріс» (Салоніки). Протягом сезону уругвайця замінив замінив Френк Бленгстаун. Принаймні з січня 1981 року керував національною збірною Парагваю та парагвайським клубом «Олімпія» зі столиці Асунсьйона. У 1981 році його знову запросили на посаду тренера в «Аріс» (Салоніки) в тренерській команді з Карлосом Марією Равелем. Окрім того, тренував також «Прогресо», клуби у Мексиці та Колумбії.

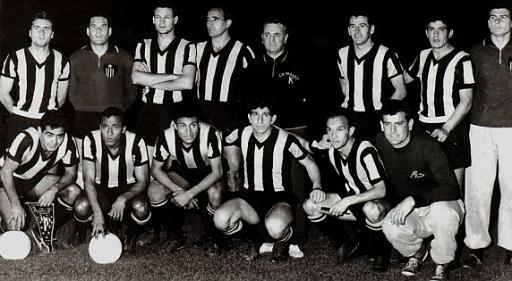
Хосе Сасіа (навприсядки, четвертий ліворуч)

## Особисте життя
Походить з родини басків, які емігрували до Уругваю на початку XX століття. Старший син, шостий з дев'яти дітей своїх батьків Дельфіна Сасії та Марії Луго та двоюрідний брат музиканта Вальдемара Сасії. Його батько Дельфіно Сасія, бізнесмен та перукар за професією, був активним членом Національної партії. У 1940 році його сім'я переїхала з Трейнта-і-Трес з Монтевідео і оселилася в пердмісті Айрес-Пурос Баррі. Хосе Сасіа розпочав свою шкільну освіту спочатку в «Ескуела де Бург» і перейшов з четвертого в шостий клас в німецьку школу в Монтевідео. Наступний візит до ліцею Безуш припинив через короткий час.
Сам Хосе Сасіа був батьком двох дітей: його сина Даніеля та Марти, які були приблизно на чотири роки молодшими.
Помер 30 серпня 1996 року на 63-му році життя від серцевого нападу. Згодом не лише його онук Леандро Кабрера Сасіа, син його дочки, також пішов по стопах Сасії, став професіональним футболістом перебував на контракті з мадридським «Атлетіко». Онук Родріго Кабрера Сасіа також грав в уругвайському професіональному клубі за «Дефенсор».
Співачк Хайме Рус написала пісню «Al Pepe Sasia» на честь Сасії. Принаймні, у першому дивізіонному сезоні 2011/12 року створено Премію Хосе Сасіа, названий його ім'ям, якою нагороджувався найкращим гравцем сезону в уругвайській Прімері. Нагороду отримав Ніколас Олівера.

## Досягнення
Пеньяроль
- Прімера Дивізіон Уругваю
  -  Чемпіон (3): 1961, 1962, 1964

- Міжконтинентальний кубок
  -  Володар (1): 1961

національна збірна
- Кубок Америки
  -  Володар (1): 1959 (Еквадор)
  - Бронзовий призер (1): 1957